# Chiesa di San Salvatore (Ragusa, Croazia)
La chiesa di San Salvatore  (in croato: crkva sv. Spasa) è una piccola chiesa votiva dedicata a Gesù Cristo. Si trova a Placa, detta Stradun, la strada principale situata nel centro storico di Ragusa, in Croazia.

## Storia

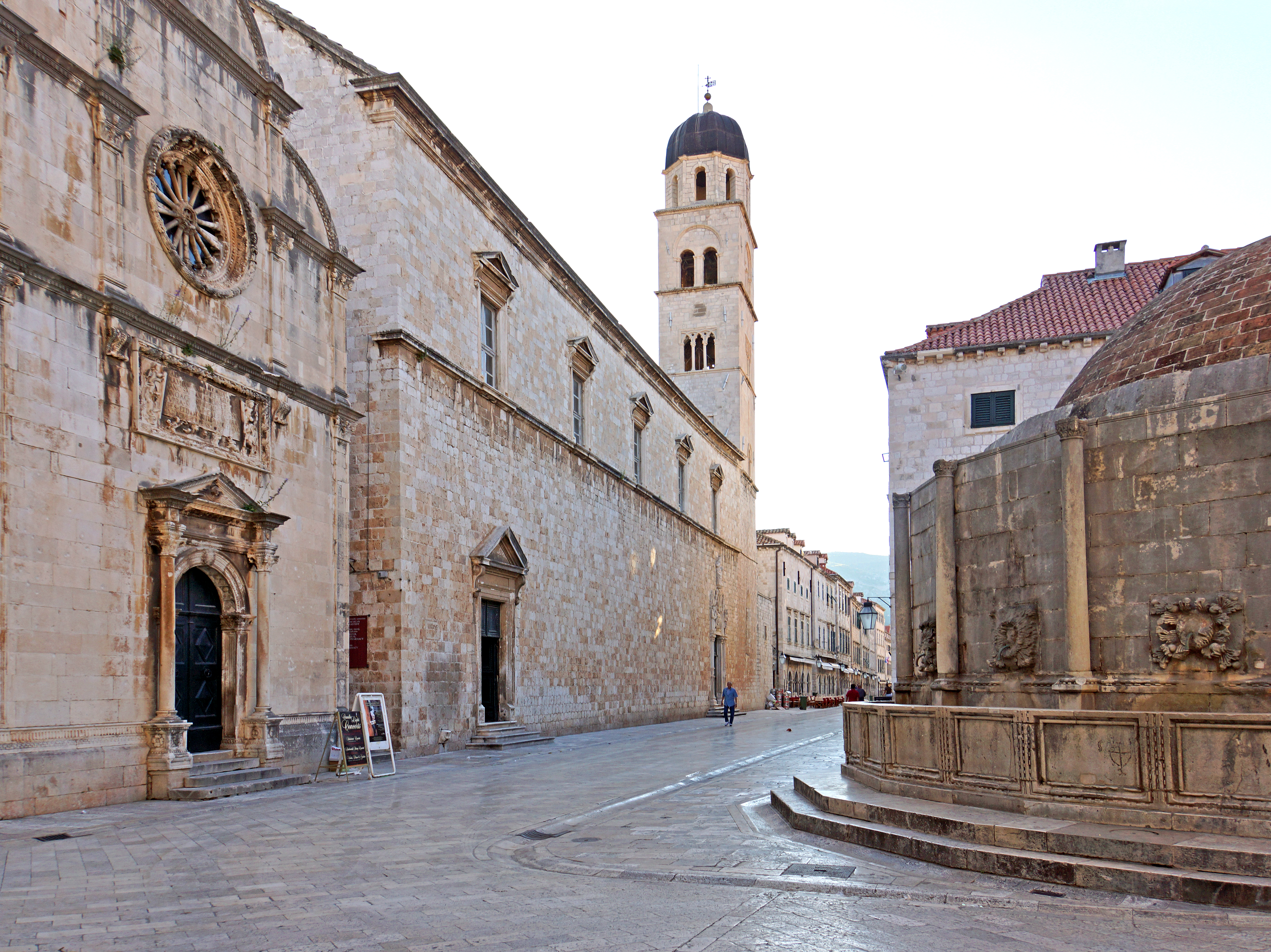
A sinistra l'esterno della chiesa con a destra la chiesa e monastero dei Francescani di Ragusa

La costruzione dell'edificio iniziò nel 1520 e la chiesa fu completata nel 1528.